# Elizabeth Pelton
Elizabeth Anne Pelton (ur. 26 listopada 1993 w Fairfield) – amerykańska pływaczka, specjalizująca się w stylu dowolnym, grzbietowym i zmiennym.
W 2011 roku w Guadalajarze zdobyła 4 złote medale igrzysk panamerykańskich: na 200 m stylem grzbietowym oraz w sztafetach 4 × 100 i 4 × 200 m stylem dowolnym, a także 4 × 100 m stylem zmiennym. W tym samym roku wywalczyła złoto mistrzostw świata w Szanghaju w sztafecie 4 × 100 m stylem zmiennym.
2 lata później została mistrzynią świata w Barcelonie w sztafecie 4 × 100 m stylem dowolnym.